# Дико Фучеджиев
Дико Славов Фучеджиев е български писател – прозаик и драматург. Деец на БКП, кандидат-член на ЦК на партията, народен представител в VI, VII, VIII и IX народно събрание (1971 – 1990). Дългогодишен директор на Народния театър „Иван Вазов“ (1976 – 1992), народен деятел на изкуството и културата. 

## Биография
Роден е на 16 юли 1928 г. в село Граматиково, Бургаска област. От 1943 г. е член на РМС, а от 1948 г. – и на БКП. Завършва право в Софийския университет, работи като журналист. След 9 септември 1944 г. е член на Околийския комитет на РМС в Малко Търново. По-късно става член на Сценарната комисия в Българска кинематография, редактор в издателство „Народна младеж“ и вестник „Вечерни новини“ (1954 – 1965), съветник в посолството в Париж (1972 – 1976). През 1963 г. става член на Съюза на българските писатели. В продължение на 16 години е директор на Народния театър „Иван Вазов“ (1976 – 1992). Романът му „Небето на Велека“ (1963) е екранизиран от Едуард Захариев (с Георги Георгиев – Гец). На XIII конгрес на БКП (1986 г.) е избран за кандидат-член на ЦК на БКП. През 90-те години се развежда с третата си жена, а дъщеря му Милена емигрира в Калифорния. Умира на 28 ноември 2005 г. в София. Лауреат на Димитровска награда.

## Произведения

### Романи и повести
- „Вълчи сънища“ (1961), издателство „Народна младеж“
- „Небето на Велека“ (1963), издателство „Народна култура“
- „Реката“ (1974), издателство „Български писател“
- „Зелената трева на пустинята“ (1978), издателство „Български писател“
- „Студено отдалечаване“ (1981), издателство „Български писател“
- „Жаждата, която ни изгаря“ (1985), издателство „Хр. Г. Данов“
- „Катастрофа“ (1993), издателство „Христо Ботев“
- „С мен наникъде“ (1996), издателство „Христо Ботев“
- „Лъжовен свят“ (2003), издателство „Захарий Стоянов“
- „Непредвидени мигове“ (2005), издателство „Захарий Стоянов“

### Новели
- „Да отгледаш кукувица“ (1984), издателство ОФ
- „Животът, тази кратка илюзия“ (1987), издателство „Г.Бакалов“
- „Студеният северен вятър“ (1972), издателство „Профиздат“

### Сборници
- „Пролетен сок“ (1963), издателство „Български писател“
- „Гневно пътуване“ (1965), издателство „Народна младеж“
- „Въздушните мостове“ (1970), издателство „Профиздат“
- „Дървото на греха“ (1983), издателство „Народна младеж“

### Документалистика
- „Зад завесата на Народния театър: Преживяно“ (1998), издателство „Христо Ботев“

## Филмография
Като сценарист
- „Небето на Велека“ (1968)
- „Гневно пътуване“ (1971)